# Bayonetta 3
Bayonetta 3 là một trò chơi phiêu lưu hành động do PlatinumGames phát triển và Nintendo phát hành độc quyền cho hệ máy Nintendo Switch. Miyata Yusuke giữ vai trò đạo diễn, Nakao Yuji đồng sản xuất, với Kamiya Hideki là giám sát, ông cũng là người sáng tạo ra loạt Bayonetta. Game công bố vào tháng 12 năm 2017 và phát hành ngày 28 tháng 10 năm 2022. Game theo chân phù thủy săn thiên thần nổi tiếng Bayonetta, lần này, cô phải đối mặt với vũ khí sinh học nhân tạo Homunculi và một thực thể được gọi là Singularity đe dọa phá hủy đa vũ trụ. Cô được một nhóm nhân vật phụ hỗ trợ, bao gồm cả một nhóm các phiên bản vũ trụ thay thế của chính cô ấy; và Viola, một phù thủy tập sự mới.
Sau thông báo ban đầu tại The Game Awards 2017, tin tức về trò chơi tạm ngừng trong khi PlatinumGames phát hành các trò chơi khác như Astral Chain, cũng được phát triển đồng thời. Trò chơi được tiết lộ đầy đủ về lối chơi vào tháng 9 năm 2021 trong buổi giới thiệu Nintendo Direct. Diễn viên lồng tiếng ban đầu của Bayonetta là Hellena Taylor, đã được thay thế bằng Jennifer Hale sau tranh chấp về tiền lương. Trò chơi nhận được đánh giá chung tích cực từ các nhà phê bình, với lời khen ngợi về lối chơi, nhưng lại nhận chỉ trích về cốt truyện, góc điều khiển camera và các vấn đề về hiệu suất.

## Lối chơi
Bayonetta 3, giống như những bản tiền nhiệm, là một trò chơi hành động chặt và chém trong đó người chơi điều khiển nhân vật chính cùng tên là Bayonetta, cô chiến đấu với nhiều kẻ địch khác nhau bằng cách sử dụng kết hợp các đòn tấn công cận chiến và bằng súng. Việc né tránh các cuộc tấn công của kẻ địch vào giây cuối cùng sẽ kích hoạt trạng thái được gọi là "Witch Time" (Phù thủy Thời gian), khiến kẻ địch sẽ di chuyển chậm lại, cho phép Bayonetta liên tục tấn công chúng mà không bị gián đoạn, hoặc có thể di chuyển trong thời gian thực để giải các câu đố xung quanh. 
Điểm độc đáo của trò chơi này là cơ chế "Demon Slave" (Quỷ nô) và "Demon Masquerade" (Quỷ giả trang), khác với các tính năng trong hai phần game trước là Climax Summon và Umbran Climax. Cơ chế Demon Slave cho phép người chơi điều khiển trực tiếp một trong những Infernal Demon của Bayonetta, cho phép Demon thực hiện các cuộc tấn công với các khả năng đặc biệt khác nhau, một số có lợi cho các tình huống cụ thể tùy thuộc vào loại Demon điều khiển. Trong khi đó, cơ thế Demon Masquerade cho phép Bayonetta hợp thể trực tiếp với Infernal Demon, cho phép cô thực hiện các khả năng dựa trên phép thuật, bao gồm các tùy chọn tấn công và di chuyển mới.
Một nhân vật mới có thể chơi được là Viola, chỉ có thể kích hoạt "Witch Time" thông qua việc sử dụng cơ chế đỡ đòn và cũng là nhân vật duy nhất sở hữu Slave Cheshire. Khi Viola triệu tập Cheshire, cô sẽ chuyển từ phong cách chiến đấu bằng kiếm sang đấu võ.
Game có chế độ hiển thị mới gọi là "Naive Angel Mode" (Chế độ thiên thần ngây thơ). Chế độ này che giấu các cảnh khỏa thân trong quá trình chơi trò chơi và cắt cảnh, chẳng hạn như các điệu nhảy khác nhau của Bayonetta để triệu hồi Wicked Weaves bằng cách sử dụng quần áo, cũng như một số kẻ địch và ác quỷ ăn mặt hở hang khác.

## Cốt truyện

### Bối cảnh và nhân vật
Vũ trụ của Bayonetta lấy bối cảnh ở một địa điểm gọi là Trinity of Realities, bao gồm Paradiso, vương quốc của các thiên thần; Inferno, vương quốc của quỷ; và World of Chaos, thế giới loài người. World of Chaos bao gồm nhiều vũ trụ thay thế, tạo nên bối cảnh chính của Bayonetta 3. Phù thủy nổi tiếng Bayonetta - còn được biết đến với tên thật là Cereza - trở lại với tư cách là nhân vật chính, một Umbran Witch, cô hợp đồng với ác quỷ để chiến đấu với các thiên thần. Tham gia cùng cô là phù thủy tập sự Viola, chiến đấu bên cạnh sứ ma Cheshire. Họ hợp sức chống lại lực lượng vũ khí nhân tạo do con người tạo ra có tên là "Homunculi"; được dẫn dắt bởi một thực thể nhân tạo gọi là "Singularity", chúng tìm cách loại bỏ tất cả các thế giới trong đa vũ trụ để củng cố sức mạnh và chinh phục Trinity of Realities. Cả hai được nhiều người khác hỗ trợ như Jeanne, bạn thời thơ ấu của Bayonetta và cũng là một Umbran Witch, phóng viên điều tra Luka, tay môi giới tin tức Enzo và kẻ buôn bán vũ khí ma quỷ Rodin.

### Tóm tắt
Trong một vũ trụ thay thế, Bayonetta chiến đấu chống lại Singularity để ngăn chặn sự hủy diệt thế giới nhưng cô đánh bại và chết trước mặt Viola. Trong trận chiến chống lại Singularity, Viola được sĩ quan chỉ huy Sigurd giao nhiệm vụ sử dụng cây cầu thế giới để trốn thoát đến một vũ trụ khác và tìm kiếm sự giúp đỡ. Viola trốn thoát đến một vũ trụ nơi Bayonetta và Jeanne chứng kiến Homunculi tấn công Thành phố New York. Trong lúc ẩn náu với Enzo ở quán bar của Rodin tên Gates of Hell, Viola tiết lộ bản thân là một Umbra Witch đến từ một vũ trụ khác, và giải thích rằng Homunculi và người tạo ra chúng là Singularity đã phá hủy vô số vũ trụ thay thế; Rodin xác nhận rằng nếu tất cả các vũ trụ sụp đổ, Singularity sẽ có quyền lực tối thượng đối với Trinity of Realities. Để ngăn chặn Singularity, Bayonetta và Viola phải đi đến đảo Thule, nơi đóng vai trò là cửa ngõ giữa các vũ trụ và thu thập các Chaos Gears để dẫn họ đến "Alphaverse", là nơi Singularity ẩn náu. Jeanne được giao nhiệm vụ thâm nhập vào một cơ sở nghiên cứu để tìm phiên bản vũ trụ của Sigurd, một bác sĩ và nhà khoa học có kiến thức về đa vũ trụ.

## Phát triển
Tháng 7 năm 2013, Kamiya Hideki, người điều hành PlatinumGames và cũng là người sáng tạo ra loạt, đã trả lời câu hỏi của người hâm mộ trên Twitter về khả năng có trò chơi thứ ba trong loạt Bayonetta nếu Bayonetta 2 (lúc đó còn chưa ra mắt) đạt thành công, ông nói, "Tôi hy vọng vậy". Đạo diễn Bayonetta 2 là Hashimoto Yusuke trong bài phỏng vấn cho tạp chí GamesMaster về phần tiếp theo của trò chơi mà ông muốn thực hiện, và ông trả lời có "tất cả các loại ý tưởng" trong tâm trí cho Bayonetta 3 bên cạnh một tựa spin-off tiềm năng. Tháng 6 năm 2015 sau khi phát hành Bayonetta 2, Kamiya một lần nữa trả lời câu hỏi của người hâm mộ về nhân vật Jeanne và kiểu tóc mới sau khi xuất hiện trong hai trò chơi đầu tiên. Kamiya nói: "Câu trả lời sẽ có trong Bayo 3".
Nintendo công bố Bayonetta 3 vào tháng 12 năm 2017 trong The Game Awards năm đó cùng với các phiên bản Bayonetta và Bayonetta 2 trên Nintendo Switch, xác nhận tựa game đang được phát triển cho Switch cùng với sự tham gia của Nintendo với tư cách là nhà phát hành. Chủ tịch kiêm Giám đốc điều hành lúc bấy giờ của Nintendo of America là Reggie Fils-Aimé đã nhận xét về thông báo này như một lời chúc mừng dành cho "những người hâm mộ yêu thích những gì PlatinumGames làm và rất vui mừng khi PlatinumGames trở lại trên hệ máy Nintendo". Tháng 6 năm 2022, Kamiya Hideki nhắc lại khuyến nghị những người mới nên chơi hai trò chơi trước đó để chuẩn bị cho Bayonetta 3, mặc dù "không có lý do gì khiến bạn không thể theo dõi câu chuyện và thưởng thức nó nếu bạn bắt đầu với Bayonetta 3", ông cảm thấy trải nghiệm trước đó sẽ giúp người chơi thấy trò chơi thứ ba "thú vị hơn".
Tháng 4 năm 2018, người đứng đầu xưởng là Inaba Atsushi đã nói với Eurogamer tại hội nghị Reboot Develop 2018 rằng Bayonetta 3 sẽ đánh dấu một "bước ngoặt" đối với nhà phát triển, đề cập trò chơi sẽ là một "trò chơi hành động cốt lõi tuyến tính tiến triển" theo cách tương tự như những tiền nhiệm. Tháng 2 năm 2019 trong một buổi Nintendo Direct, Nintendo đã tiết lộ Astral Chain (2019), một tựa game phiêu lưu hành động khác của PlatinumGames dành cho Switch phát hành vào cuối tháng 8 năm đó. Tuy nhiên, bất chấp việc tiết lộ một tựa game bổ sung đang được phát triển tại xưởng, nhà sản xuất chung của Nintendo Switch là Koizumi Yoshiaki, người thuyết trình tại Direct, đảm bảo rằng trò chơi sẽ không xung đột với quá trình phát triển Bayonetta 3, PlatinumGames vẫn đang "chăm chỉ phát triển" tựa game này.
Video Games Chronicle (VGC) đã phỏng vấn Inaba vào tháng 5 năm 2019 và mô tả quá trình sản xuất trò chơi là một "quy trình phát triển chính thống", đồng thời nhận xét người chơi sẽ có thể dễ dàng quan sát sự thay đổi trong studio của tinh thần sản xuất trong khi chơi trò chơi, nhưng từ chối xây dựng thêm. Inaba một lần nữa được phỏng vấn bởi ấn phẩm trong E3 2019, làm rõ tình trạng của trò chơi là "đang diễn ra khá tốt".
Bayonetta 3 đã được Nintendo ra mắt trong buổi Direct tháng 9 năm 2021, tiết lộ cái nhìn đầu tiên về lối chơi và thời điểm phát hành năm 2022. Đoạn giới thiệu cũng xác nhận Yusuke Miyata sẽ là đạo diễn trong khi Kamiya Hideki là giám đốc điều hành. Sự tham gia của Miyata làm dấy lên suy đoán sẽ có cơ chế xoay quanh việc kiểm soát riêng lẻ các triệu hồi Demon của Bayonetta trong chiến đấu được bắt nguồn từ một dự án PlatinumGames đã bị hủy bỏ trước đó là Scalebound, một trò chơi nhập vai hành động do Microsoft Studios sản xuất, dự định phát hành cho Xbox One và Microsoft Windows, vì Miyata trước đây từng là nhà thiết kế chính của trò chơi đó. Người hâm mộ cũng để ý đến sự giống nhau giữa một nhân vật mới ẩn trong bóng tối ở cuối đoạn giới thiệu và nhân vật chính dự kiến có thể chơi được của Scalebound là Drew. Một bài đăng trên blog web của PlatinumGames đã xác nhận tuyển thêm các nhân sự tham gia vào trò chơi, bao gồm giám sát hình ảnh Shimomura Yuji và Suzumura Masaki, cũng như nghệ sĩ Mari Shimazaki, tất cả đều đảm nhận vai trò tương ứng của họ trong hai trò chơi trước.
Đoạn giới thiệu thứ hai phát hành ngày 13 tháng 7 năm 2022, xác nhận ngày ra mắt của trò chơi là ngày 28 tháng 10 cũng như các chi tiết chính về cốt truyện và nhân vật, đáng chú ý là tiết lộ nhân vật Viola mới, sự hiện diện của các phiên bản thay thế của Bayonetta và sự trở lại của các nhân vật phụ Luka, Enzo, Jeanne và Rodin. Để kỷ niệm ngày ra mắt trò chơi, Nintendo thông báo phiên bản vật lý của Bayonetta gốc trên Nintendo Switch sẽ có sẵn với số lượng hạn chế vào ngày 30 tháng 9 năm 2022 thông qua một số nhà bán lẻ chọn lọc và My Nintendo Store. Đây sẽ là lần đầu tiên trò chơi có sẵn ở định dạng vật lý độc lập ngoài bộ Special Edition gồm trò chơi đầu tiên và phần tiếp theo của nó phát hành năm 2018.

### Lồng tiếng
Hellena Taylor, nữ diễn viên lồng tiếng cho Bayonetta trong các trò chơi trước, đã được thay bằng diễn viên Jennifer Hale trong Bayonetta 3. Miyata cho biết điều này là do "nhiều hoàn cảnh đan xen khác nhau". Ngày 15 tháng 10 năm 2022, Taylor đã phát hành một loạt video, trong đó cô nói đã từ chối lời đề nghị trị giá 4,000 đô la Mỹ cho vai diễn lồng tiếng này, nhấn mạnh điều đó không phải là mức lương đủ để sống. Cô kêu gọi người hâm mộ nên tẩy chay trò chơi và hãy quyên góp tiền cho từ thiện.
Trên Twitter, Kamiya nói những tuyên bố của Taylor không đúng sự thật, "đáng buồn[,] và đáng trách". Ông đã chặn nhiều người dùng Twitter trả lời tweet của ông, sau đó tạm thời tắt twitter cá nhân, dẫn đến lời đồn tài khoản của ông đã bị cấm. Hale tuyên bố trên Twitter rằng trong khi cô vẫn đang ở trong thỏa thuận không tiết lộ, cô bày tỏ niềm tin vào việc các diễn viên lồng tiếng nên được trả lương cao và nhấn mạnh quá khứ ủng hộ của cô đối với các đồng nghiệp trong nghề. Cô cũng kêu gọi mọi người giữ một tâm trí cởi mở về khối lượng công việc của những người tham gia xây dựng trò chơi. Vụ việc của Hale đã thu hút phản ứng từ các diễn viên lồng tiếng như David Hayter và Steve Blum, họ lên tiếng ủng hộ công việc trong ngành và sự chăm chỉ của cô. PlatinumGames đã đưa ra phản hồi chính thức xác nhận rằng họ đồng ý với tuyên bố của Hale; yêu cầu mọi người kiềm chế, hãy tôn trọng Hale và bất kỳ người nào đóng góp cho loạt, cũng như tuyên bố "chúng tôi hết lòng ủng hộ Jennifer Hale với tư cách là Bayonetta mới".
Ngày 18 tháng 10, Bloomberg News và Video Games Chronicle báo cáo Platinum chuẩn bị thuê lại Taylor, đề nghị trả cho cô khoảng 3,000 đô la Mỹ và 4,000 đô la Mỹ mỗi trong số năm phiên làm việc, phù hợp với tỷ lệ công đoàn SAG-AFTRA. Các báo cáo cho biết cuộc đàm phán đã kết thúc sau khi Taylor yêu cầu khoản thanh toán sáu con số và tiền bản quyền, Taylor cũng từ chối lời đề nghị làm khách mời với mức phí cho một buổi. Taylor gọi bản báo cáo "hoàn toàn dối trá và như một trò đùa" được thực hiện để "cứu cái mông [của Platinum] và trò chơi", đồng thời nói cô muốn kết thúc vụ việc. Mặc dù vậy, vào ngày 24 tháng 10, Taylor đưa ra tuyên bố bổ sung trên Twitter, nói rằng ban đầu Platinum đề nghị trả cho cô 10,000 đô la Mỹ và sẽ "trả thêm 5.0000 [sic]" sau khi liên hệ với Kamiya. Taylor nói thêm cô đã không nhận được tin tức từ Platinum trong 11 tháng sau đó, và nhận được lời đề nghị cuối cùng là 4,000 đô la Mỹ để "lồng tiếng một số câu thoại". Jason Schreier, phóng viên đã viết bài báo ngày 18 tháng 10 cho Bloomberg News, lưu ý rằng những dòng tweet này của Taylor đã chứng thực báo cáo của ông là chính xác.

## Phát hành
Bayonetta 3 phát hành trên Nintendo Switch ngày 28 tháng 10 năm 2022. Cùng với các bản phát hành vật lý và kỹ thuật số tiêu chuẩn của trò chơi, một hộp phiên bản đặc biệt gọi là "Trinity Masquerade Edition" đã được bán ra tại một số nhà bán lẻ chọn lọc hoặc trực tuyến thông qua My Nintendo Store. Hộp gồm một bản sao của trò chơi, đi kèm với một cuốn sách tranh nghệ thuật đủ màu dày 200 trang với các hình minh họa ý tưởng về các loại quỷ khác nhau trong trò chơi và các bìa bọc vật lý thay thế cho cả ba trò chơi Bayonetta.

## Tiếp nhận
Bayonetta 3 nhận được đánh giá "nói chung là thuận lợi" từ các nhà phê bình, theo trang tổng hợp đánh giá Metacritic.
Các trận chiến nhận được nhiều lời khen ngợi từ các nhà phê bình. Mitchell Saltzman viết cho IGN đã mô tả "một trong những hệ thống chiến đấu tốt nhất trong trò chơi". Jessica Howard của GameSpot đã mô tả lối chơi "nhanh như chớp mà vẫn mượt như nhung, phù hợp với các kiểu chơi và trình độ kỹ năng khác nhau". Chris Carter của Destructoid khen thêm việc trận chiến diễn ra "liền mạch" và làm nổi bật nội dung phong phú của trò chơi. Các màn chơi cũng được Nintendo Life lưu ý là lớn hơn các phần trước trong loạt, và khả năng chơi lại nhiều hơn thông qua các thử thách, đồ sưu tầm và các chế độ có thể mở khóa.
Một số người đánh giá chê hiệu suất của trò chơi và các vấn đề kỹ thuật, chẳng hạn như tốc độ khung hình không nhất quán, thời gian tải lâu và xuất hiện các kết cấu chất lượng thấp. Những ý kiến tiêu cực cũng nhắm vào máy quay của trò chơi, bị gán là "bực bội" và "khó chịu". Cốt truyện và đặc điểm của nhân vật chính so với những bản trước đó cũng gặp một số lời chỉ trích.

### Doanh thu
Bayonetta 3 đã bán được 41.285 bản vật lý trong tuần đầu tiên phát hành tại Nhật Bản, trở thành trò chơi bán lẻ bán chạy thứ hai trong tuần tại quốc gia này. Tại Anh, Bayonetta 3 là trò chơi bán chạy thứ ba trong tuần phát hành, chỉ sau Call of Duty: Modern Warfare II và FIFA 23.

### Giải thưởng
| Năm  | Giải thưởng            | Thể loại                  | Kết quả      | Ghi chú |
| ---- | ---------------------- | ------------------------- | ------------ | ------- |
| 2022 | Golden Joystick Awards | Ultimate Game of the Year | Chưa công bố | [ 67 ]  |
| 2022 | The Game Awards        | Best Action Game          | Chưa công bố | [ 68 ]  |